# Ісхак Доган
Ісхак Доган (тур. İshak Doğan, нар. 9 серпня 1990, Гаген) — турецький та німецький футболіст, захисник клубу «Кардемір Карабюкспор».

## Клубна кар'єра
Народився 9 серпня 1990 року в німецькому місті Гаген. Вихованець футбольної школи клубу «Ваттеншайд 09».
У дорослому футболі дебютував 2009 року виступами за другу команду «Армінії» (Білефельд), в якій провів два сезони, взявши участь у 30 матчах чемпіонату.
2011 року Доган перебрався до Туреччини, де підписав контракт з столичним «Анкарагюджю». Відіграв за команду  наступний сезон своєї ігрової кар'єри. Протягом сезону 2011/12 був основним гравцем захисту команди з Анкари, проте за його підсумками клуб зайняв останнє місце в чемпіонаті і покинув елітний дивізіон.
Влітку 2012 року уклав контракт з клубом «Карабюкспор», у складі якого провів наступні два роки своєї кар'єри гравця. Граючи у складі «Карабюкспора» також здебільшого виходив на поле в основному складі команди.
До складу клубу «Трабзонспор» приєднався влітку 2014 року за 1,75 млн. євро. Відтоді встиг відіграти за команду з Трабзона 2 матчі в національному чемпіонаті.

## Виступи за збірні
2012 року захищав кольори другої збірної Туреччини. У складі цієї команди провів 3 матчі.
15 листопада 2013 року дебютував в офіційних матчах у складі національної збірної Туреччини в товариській грі проти збірної Північної Ірландії, вийшовши на заміну на 89 хвилині замість Арда Турана. Наразі провів у формі головної команди країни 5 матчів.